# مالكوم بيج
مالكوم بيج (بالإنجليزية: Malcolm Page)‏ (5 فبراير 1947 في المملكة المتحدة - ) هو مدرب كرة قدم ولاعب كرة قدم بريطاني في مركز الدفاع. شارك مع منتخب ويلز لكرة القدم. أما مع النوادي، فقد لعب مع أكسفورد يونايتد وبرمنغهام سيتي.

## وصلات خارجية
- مالكوم بيج على موقع قاعدة بيانات كرة القدم.إي يو (الإنجليزية)